# Jogos do Mediterrâneo de 1959
Os III Jogos do Mediterrâneo foram realizados em Beirute, Líbano, entre os dias 11 e 23 de outubro de 1959. Depois do evento passar pelos continentes africano e europeu, sua terceira edição foi realizada no continente asiático, completando o trio de continentes banhados pelo Mediterrâneo.
Participaram do evento 792 atletas de 13 países.
A França voltou a vencer os jogos(maior número de medalhas de ouro), seguida pela RAU, a qual contava com atletas do Egito e da Síria. O terceiro lugar foi ocupado pela Turquia

## Quadro de Medalhas
| Colocação | País       | Ouro | Prata | Bronze | Total |
| --------- | ---------- | ---- | ----- | ------ | ----- |
| 1º        | França     | 26   | 27    | 17     | 70    |
| 2º        | RAU        | 24   | 20    | 30     | 74    |
| 3º        | Turquia    | 13   | 8     | 1      | 22    |
| 4º        | Itália     | 12   | 5     | 4      | 21    |
| 5º        | Iugoslávia | 11   | 9     | 8      | 28    |
| 6º        | Grécia     | 8    | 9     | 13     | 30    |
| 7º        | Espanha    | 5    | 12    | 12     | 29    |
| 8º        | Líbano     | 3    | 10    | 17     | 30    |